# Gare de Bouffémont - Moisselles
Gare de Bouffémont - Moisselles vasútállomás Franciaországban, Bouffémont településen.

## Vasútvonalak
Az állomást az alábbi vasútvonalak érintik:
- Épinay-Villetaneuse–Le Tréport-Mers-vasútvonal

## Kapcsolódó állomások
A vasútállomáshoz az alábbi állomások vannak a legközelebb:
- Gare de Montsoult - Maffliers (Gare de Persan - Beaumont, Gare de Luzarches, Transilien H)
- Gare de Domont (Paris Gare du Nord, Transilien H)